# Грубрін Юрій Львович
Грубрін Юрій Львович (*17 вересня 1928 року — †18 червня 1990 року) — український геоморфолог, кандидат географічних наук, доцент Київського національного університету імені Тараса Шевченка.

## Біографія
Народився 17 вересня 1928 року в місті Сквира, тепер Київської області. Закінчив 1951 року географічний факультет Київського університету. З 1954 року аспірант Київського університету. Кандидатська дисертація «Геоморфологія басейну ріки Стир» захищена у 1954 році. Працює в університеті з 1954 року старшим викладачем, у 1975–1977 старшим науковим співробітником науково-дослідної служби географічного факультету, у 1977-1988 доцентом кафедри геоморфології та палеогеографії. У 1967–1975 роках завідувач кафедри геоморфології. Розвивав морфоскульптурний напрям досліджень рельєфу України, виділив етапи його розвитку. Автор детального геоморфологічного районування території України. Похований на Байковому кладовищі міста Києва.

## Наукові праці
Автор близько 120 наукових праць, співавтор 5 монографій. Основні праці:
1. (рос.) Современные геоморфологические процессы на территории Среднего Приднепровья. — К., 1976 (в співавторстві)
2. (рос.) Природные условия, естественные ресурсы СССР. Украина и Молдавия. — К., 1983 (в співавторстві)
3. (рос.) Геоморфология Украинской ССР. — К., 1990 (в співавторстві).